# 하프스 왕조
하프스 왕조는 이프리키야(오늘날의 튀니지)를 1229년부터 1574년까지 지배하던 왕조의 이름이다. 하프스 왕조의 영토는 오늘날의 알제리로부터 리비아 서부에 이르렀다.

## 역사
하프스 가는 모로코 출신의 베르베르인인 마스무다 부족의 무함마드 빈 아부 하프스(Muhammad bin Abu Hafs)에게서 따왔다. 그는 알모하드 왕조의 칼리프 무함마드 알 나시르(Muhammad al-nasir)로부터 튀니지의 장관으로 임명되었다.
하프스 가문은 알모하드 왕조가 쫓아냈던 알모라비드 왕조의 후손이었던 바누 가니야(Banu Ghaniya)의 끊임없는 위협을 받았다. 하프스가(家)는 원래 1229년까지만 튀니지의 장관을 하기로 되어 있었으나 임기가 끝나자 퇴임하기를 거부하고 이프리키야의 독립을 선언했다. 알모하드 왕조로부터 독립한 후 하프스 왕조의 아부 자카리야(Abu Zakariya)는 튀니지 일대의 행정 체계를 정비하고 수도인 튀니스를 경제와 문화의 중심지로 만들었다.
한편 안달루시아의 많은 무슬림들이 카스티야 왕국과 아라곤 왕국 그리고 포르투갈 왕국에서 일어난 레콩키스타 운동으로 이베리아반도에서 쫓겨나 하프스 왕조의 영토로 몰려들었다. 아부 자카리야는 알제리의 틀렘센을 1242년 정복하고 자얀 왕조(Zayyanids)를 속국으로 삼았다. 아부 자카리야의 후계자 무함마드 이 알 무스탄시르(Muhammad I al-Mustansir, 1249-1277)는 칼리프의 칭호를 사용했다.
14세기에 들어 하프스 왕조는 침체를 겪는다. 틀렘센의 자얀 왕조를 성공적으로 속국화했지만 1347년으로부터 10년간 알제리는 마린 왕조에게 두 번이나 점령당했다. 그러나 자얀 왕조는 베두인족에게는 피해를 겪지 않았다. 어쨌든 하프스 왕조는 영토를 회복할 수 있었다. 그러나 그 사이 국가에 퍼진 전염병으로 인구가 크게 줄어 국력은 그만큼 약해졌다.
하프스 왕조의 통치 기간에 기독교 유럽과의 교역량이 크게 늘어났으나 화물을 약탈하는 해적 또한 늘어났다. 문화 예술에 대한 지원 역시 크게 확대되었다. 그러나 아라곤 왕국과 베네치아 공화국에서 오는 해적은 끊이지 않았다. 이들은 튀니지 해안가를 급습하기도 했다. 칼리프 우스만(Uthman, 1435-1488)의 치세에 하프스 왕조는 전성기를 맞았다. 사하라 사막과 이집트를 오가는 카라반 무역이 발전했고 베네치아 공화국과 아라곤 왕국 사이의 무역도 늘어났다. 베두인족과 왕국 도시들은 상호 관계가 적어져 하프스 왕조는 튀니스와 콩스탕틴만 통제하면 되었다.
16세기에 하프스 왕조는 스페인과 오스만 제국과 점점 더 경쟁을 벌이게 되었다. 오스만 제국은 1534년 튀니스를 정복하고 1년 간 그 곳을 보유했다. 오스만 제국의 위협 때문에 하프스 왕조는 1535년 이후 스페인의 속국이 되었다. 오스만 제국은 1569년 다시 튀니스를 점령하고 4년 간 지배했다. 스페인 합스부르크 가의 돈 후안 데 아우스트리아가 튀니스를 1573년 탈환했다. 1574년 튀니스를 다시 찾은 하프스 왕조는 오스만 제국의 위협에서 벗어나기 위해 스페인의 속국이 되기로 했다. 하프스 왕조의 마지막 칼리프인 무함마드 6세는 이스탄불로 압송되어 스페인에 협력한 죄목으로 처형되었다. 여기에는 이제 이슬람의 성지인 메카와 메디나를 손에 넣은 오스만 술탄이 칼리프 위를 차지하기 위한 이유도 있었다. 하프스 가문은 오스만의 학살에서도 그 일파가 스페인령 카나리아 제도의 테네리페(Tenerife) 섬으로 피신하여 살아 남았다.

## 하프스 왕조의 지배자들
- 압드 알 왈리드 (1207-1216)
- 압드 알라 (1224-1229)
- 아부 자카리야 (1229~1249)
- 무함마드 1세 알 무스탄시르 (1249-1277)
- 야야 2세 알 와티크 (1277-1279)
- 이브라힘 1세 (1279-1283)
- 압드 알 아지즈 1세 (1283)
- 이븐 아비 우마라 (1283-1284)
- 아부 하프스 우마르 1세 (1284-1295)
- 무함마드 1세 (1295-1309)
- 아부 바크르 1세 (1309)
- 아바 알 바카 칼리드 안 나시르 (1309-1311)
- 아바 야야 자카리야 알 리야니 (1311-1317)
- 무함마드 2세 (1317~1318)
- 아부 바크르 2세 (1318~1346)
- 아부 하프스 우마르 2세 (1346-1349)
- 아흐마드 1세 (1349)
- 이브라힘 2세 (1350-1369)
- 아부 알 바카 칼리드 (1369~1371)
- 아흐마드 2세 (1371~1394)
- 압드 알 아지즈 2세 (1394~1434)
- 무함마드 3세 (1434~1436)
- 우스만 (1436-1488)
- 아부 자카리야 야야 (1488-1489)
- 압드 알 무으민 (1489-1490)
- 아부 야야 자카리야 (1490-1494)
- 무함마드 4세 (1494-1526)
- 무함마드 5세 (1526-1543)
- 아흐마드 3세 (1543-1569)
- 오스만 제국 정복기 (1569-1573)
- 무함마드 6세 (1573-1574)

## 같이 보기
- 알모하드 왕조
- 스페인
- 오스만 제국